# 玉龙杰赤之战
玉龙杰赤之战，成吉思汗十五年（1220年）秋至次年春，蒙古帝国成吉思汗西征战争中，蒙古军在玉龙杰赤（亦称玉里健、乌尔达赤、兀尔格赤，原名花剌子模城，蒙古人称玉龙杰赤，今土库曼斯坦库尼亚乌尔根奇）击败花剌子模军的一次战斗。
玉龙杰赤是花剌子模的旧都。跨阿姆河两岸，是当时中亚的名城。自王后出走之后，城中无主，1220年十二月，札兰丁兄弟回来，全城大喜，城中守軍九万人（一说七万）。但诸将不拥护札兰丁，密谋杀害札兰丁，札兰丁知道后，出奔哥疾宁。当时只有守将帖木儿灭里，率三百骑兵相从。札兰丁走后三天，札兰丁的两个王弟，跟随札兰丁的路线出逃，中途被蒙古兵杀死。玉龙杰赤守军共推康里将军忽马儿为帅。
成吉思汗听说摩诃末从里海北上，诸王子逃出玉龙杰赤。1220年秋，命术赤为主帅，察合台、窝阔台为副帅，率一、二路军，攻打玉龙杰赤，又派兵一部驻扎呼罗珊北境，以防止花剌子模人南逃。蒙古先头部队到达玉龙杰赤城下，以掠夺牲畜，诱使守将派步骑兵驱逐，花剌子模人中伏，死亡很多。蒙古軍尾追败兵进入海兰门，夜幕将临，于是退出。
术赤统率大军来至城下，他认为父汗已将玉龙杰赤城封给自己，为保存这个都城，主张劝降。察合台认为应该强攻。术赤招降无效，也准备强攻，派签军环城筑垒，填平堑壕。蒙古军想要先夺取跨越阿姆河两岸的桥梁，于是派三千人攻打，全部被歼，守军抵抗更加增强。蒙古军主副帅术赤、察合台意见相佐，号令不一。玉龙杰赤守军利用这个矛盾，多次出击，给蒙古军重创。攻城近六月不克，成吉思汗在塔里寒得到报告，改命窝阔台统领全军，限其克日攻下玉龙杰赤。窝阔台就任后，尽力调和和二位兄长的意见，申命属下，严守约束，于是军威复振。1221年四月，窝阔台下令总攻。当天登梯入城，纵火焚烧。守军节节防守，拼死抵抗，城中妇女也多参加战斗。巷战七昼夜，守兵终于投降。蒙古军把城中人民驱赶出城，挑选出十万工匠送往东方。五万壮丁编入签军，妇孺都充当奴婢。剩下的人全部屠杀。決开阿姆河堤，引水淹城，房屋尽毁。